# Молочай горошковий
Молоча́й горо́шковий, молочай чиновий (Euphorbia lathyris) — вид трав'янистих рослин з родини молочайні (Euphorbiaceae), походить з Китаю, Пакистану, Киргизстану, широко натуралізований та інтродукований.

## Опис
Однорічна (або дворічна) трав'яниста прямостійна рослина 1(2) м завдовжки, зі стрижневим коренем понад 20 см × 3–7 мм; бічні корені тонкі й розгалужені. Стебла поодинокі, нерозгалужені або розгалужені, сіро-зелені, гладкі, голі. Листки супротивні, сидячі, лінійно-ланцетні, голі, 6–15(20) × 0.4–2.5 см, край цілий, верхівка гостра або гостра. Квіти в суцвіттях, маточкові й тичинкові. Плід — трикутно-куляста коробочка, 10 × 13–17 мм, гладка, гола. Насіння від яйцювато-кулястого до бочкоподібного, 5–8 × 4–6 мм, неблискуче, коричневе або сіро-коричневе, з чорно-коричневими плямами на поверхні. 2n=20.
Період цвітіння: квітень — липень.

## Поширення
Батьківщиною є Китай, Киргизстан, Пакистан, можливо, ще якісь сусідні країни; вид широко натуралізований чи інтродукований у Північній і Південній Америках, Європі, Азії, Новій Зеландії, деяких країнах Африки. Населяє узбіччя доріг, поля, береги струмків, пустирі.
В Україні цей інтродукований вид зростає на півдні зрідка.

## Використання
Насіння використовують лікувально. Олію з насіння (≈ 50%) також може широко використовуватися в промисловості, і було проведено певну роботу з розвитку молочаю горошкового як комерційної культури.
Молочай чиновий висівають поруч із городніми культурами для відлякування кротів та землерийок, яким не подобається запах цієї рослини.

## Галерея

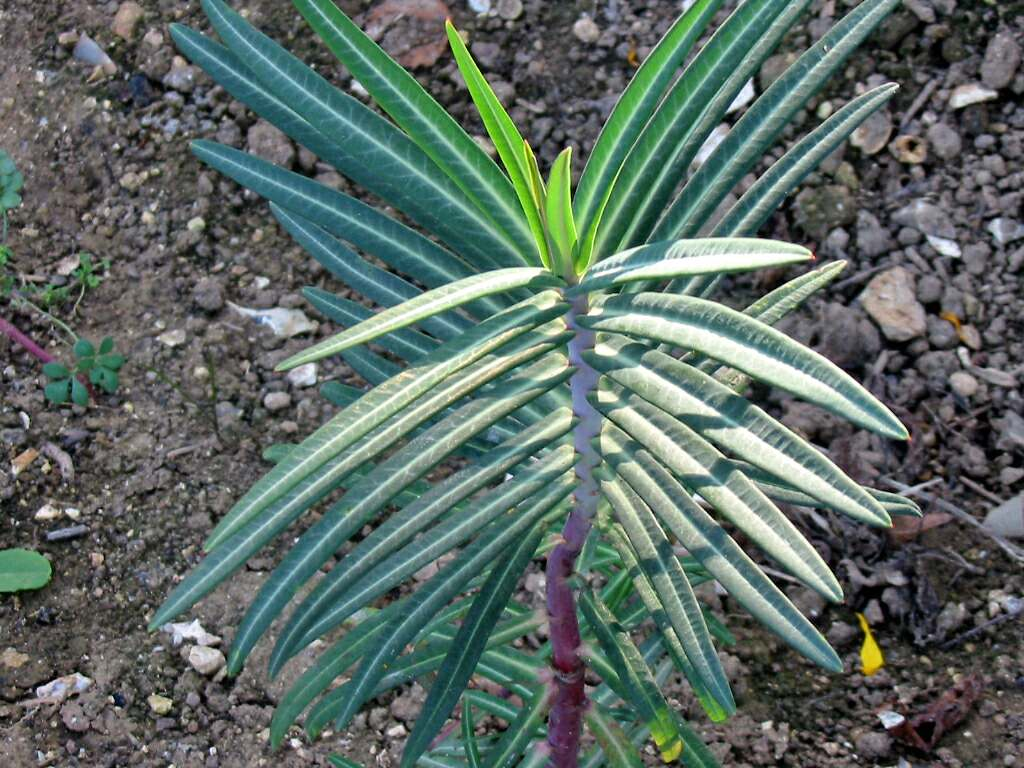
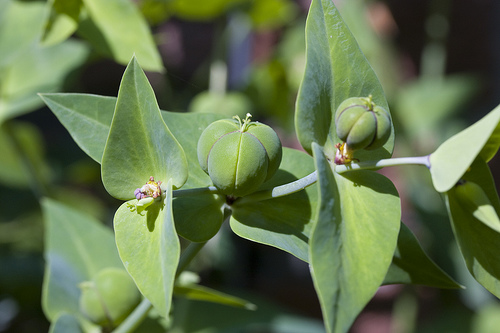
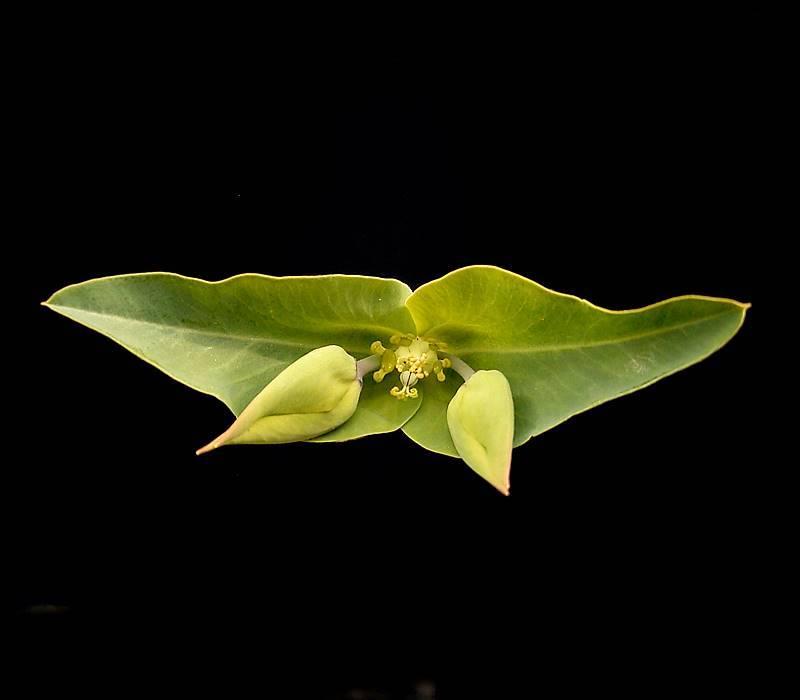